# Нани Брегвадзе
Вижте пояснителната страница за други личности с името Брегвадзе.
Нани Гиоргис Асули Брегвадзе (на грузински: ნანი გიორგის ასული ბრეგვაძე) е грузинска певица, работила дълго време и в Русия.
Родена е на 21 юли 1936 година в Тбилиси. През 1963 година завършва Тбилиската консерватория.
От 1964 година е солистка в известната група „Орера“, а от средата на 70-те години работи самостоятелно. Преподава в Московския държавен институт за култура, където от 2002 година оглавява катедрата по поп и джаз музика.